# Quinta pandemia di colera
La quinta pandemia di colera (1881-1896) è stata l'ultima grande epidemia di colera del XIX secolo. Si diffuse in Asia e Africa, colpendo anche la Terza Repubblica (Francia), l'Italia, la Germania, la Russia e il Sud America.
L'origine della pandemia, come di quelle che l'hanno preceduta, si trova nel delta del Gange, nel Bengala Occidentale.
Sebbene il batterio Vibrio cholerae non si fosse diffuso nell'Europa occidentale prima del XIX secolo, i mezzi di trasporto moderni e più veloci (battelli a vapore, ferrovie) avevano ridotto notevolmente i tempi di percorrenza e facilitato la trasmissione del colera e di altre malattie infettive. 
Durante la quarta pandemia di colera, dal 1863 al 1875, la terza Conferenza sanitaria internazionale, riunita nel 1866 a Costantinopoli, identificò un ruolo importante dei pellegrinaggi indù e musulmani nella la propagazione della malattia.
Inoltre, l'espansione del dominio coloniale britannico in India e la guerra coloniale francese in Indocina, con l'aumento della presenza militare e degli scambi economici, moltiplicarono i collegamenti sia all'interno dell'Asia sia tra Asia ed Europa.
Pertanto, per la prima volta, il colera può diffondersi in modo significativo al di fuori del suo habitat originale (il subcontinente indiano), dove è presente da secoli.
La quinta pandemia di colera sarebbe stata conosciuta in Europa come «peste orientale».
Una migliore comprensione della malattia e il miglioramento delle condizioni igienico-sanitarie limitarono notevolmente la mortalità in Europa e Nord America, sebbene in Europa si verifichino ancora epidemie significative.

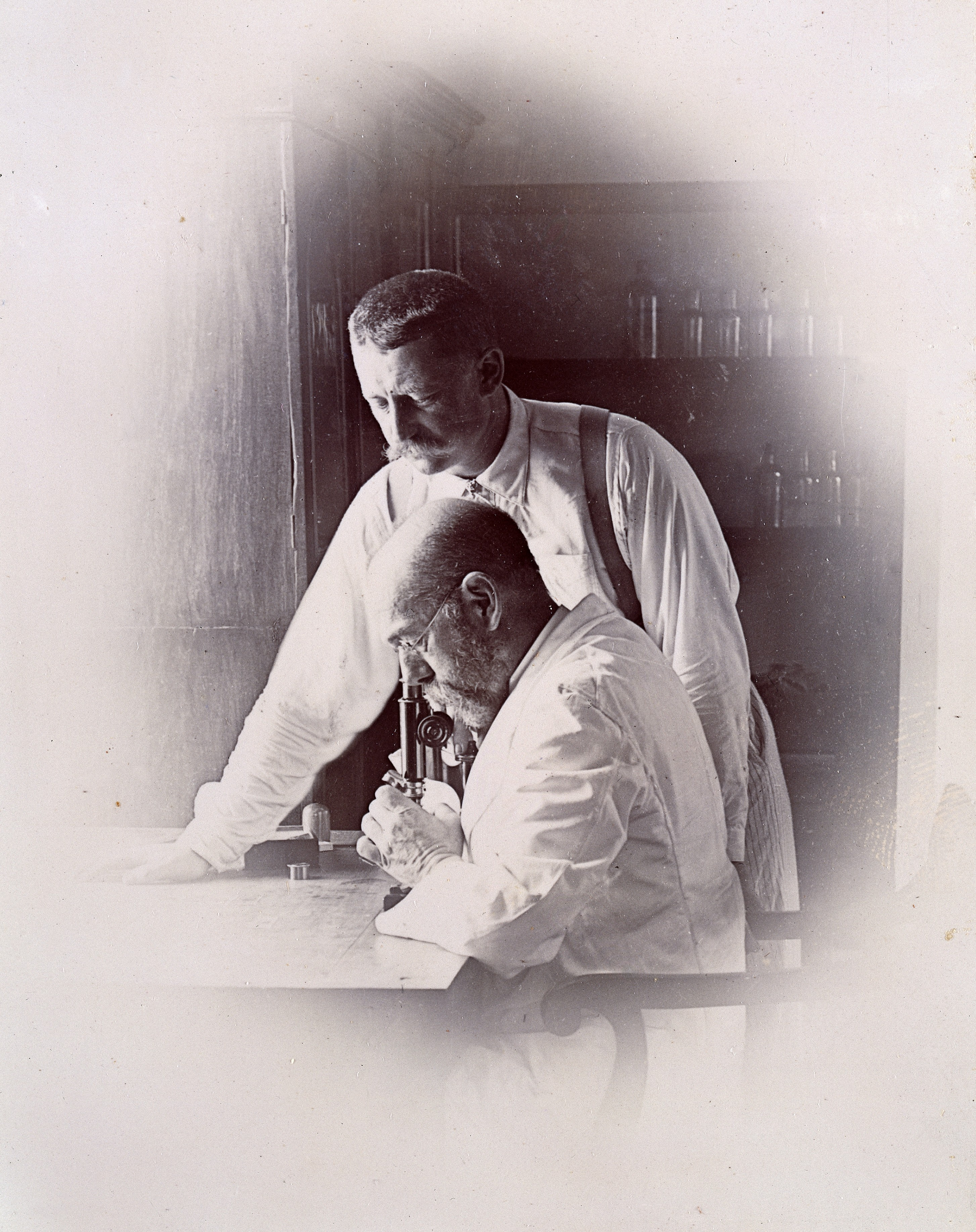
Robert Koch (al microscopio) e Richard Pfeiffer (in piedi), nel 1897.

Durante questa pandemia, significativi progressi scientifici rafforzarono il controllo delle malattie. Il microbiologo tedesco Robert Koch isolò il Vibrio cholerae e propose dei postulati per spiegare il meccanismo con cui i batteri causano malattie. Il suo lavoro contribuì a fondare la teoria microbica.
Nel 1892, il batteriologo russo-francese Waldemar Haffkine sviluppò un vaccino contro il colera.

## Propagazione della pandemia
Nel 1881, le coolera finalmente raggiunge l'Europa e l'America latina. Un'epidemia virulenta, con un tasso di mortalità molto elevato, scoppiò nel Punjab e a Lahore, nell'India nordoccidentale, tra il 1881 e il 1882.
Altre epidemie precoci si verificarono in Corea nel 1881 e in Siam nel 1882.
La città santa de La Mecca, notoriamente luogo di trasmissione  di malattie a causa dell'afflusso annuale dei pellegrini mussulmani, è coinvolta durante questi due anni. 
Più a est, epidemie toccano anche la Cina nel 1883 et il Giappone, seguiti dalle  Filippine nel 1882-1883.
Negli anni successivi, il colera continuò a diffondersi in Asia, colpendo la Cina nel 1888, 1890 e 1895; il Giappone nel 1885, 1886, 1890, 1891 e 1895; la Corea nel 1888, 1890, 1891 e 1895; così come le Filippine nel 1888-1889.

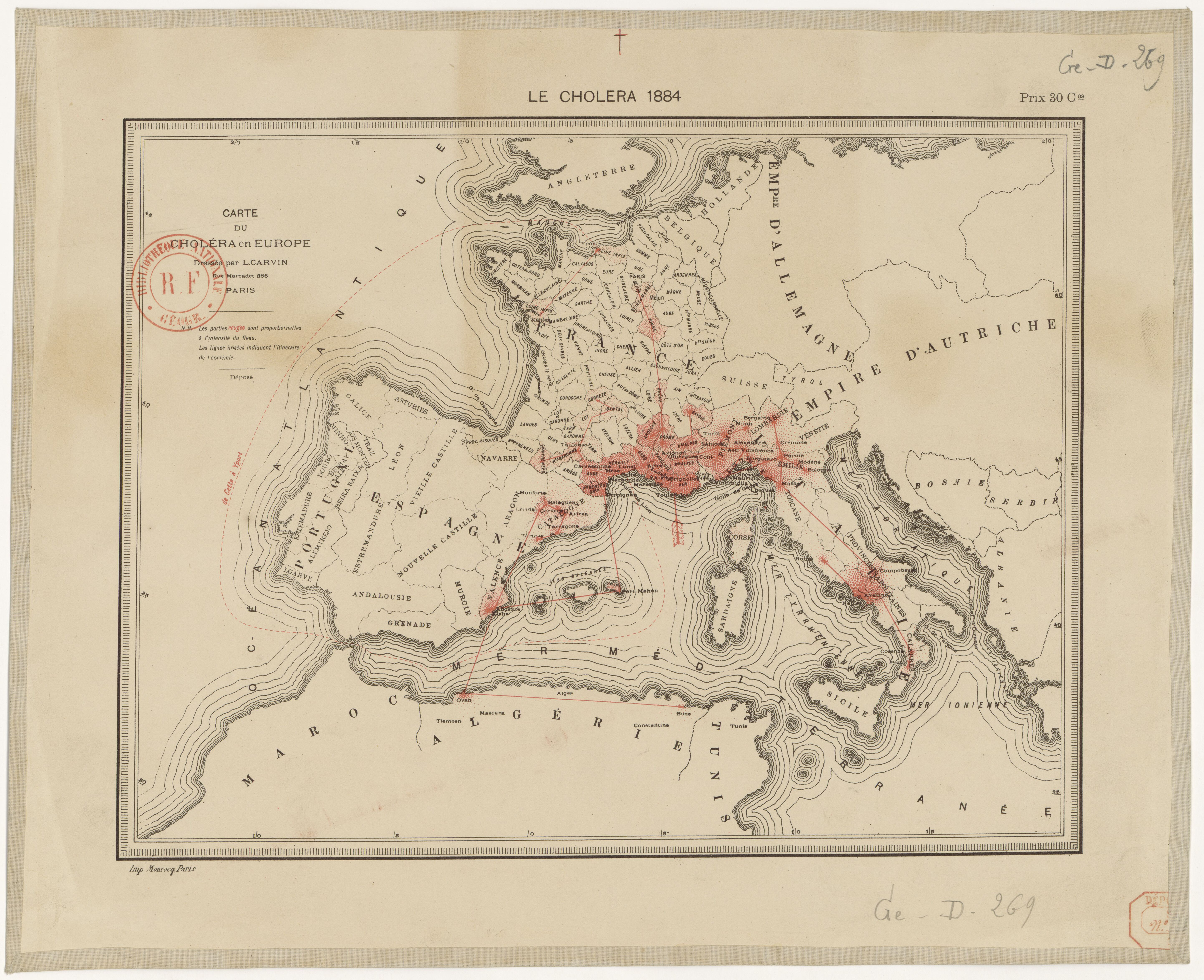
Carta della propagazione del colera in Europe, 1884.

Nel 1883 la malattia raggiunse l'Egitto, dove decine di migliaia di persone morirono nel giro di pochi mesi.
Diffondendosi più a ovest, il colera raggiunse la base navale di Tolone nell'aprile del 1884, con focolai più limitati a Marsiglia, Parigi e altre città, colpendo 10 000 persone in tutta la Francia
Nel 1885 alcune di queste zone furono nuovamente colpite. I lavoratori immigrati italiani portarono il colera in Italia dalla Francia, provocando una grave epidemia a Napoli tra agosto e settembre del 1884.
Nel 1886-1887 in Italia furono segnalate epidemie di minore entità, che non scatenarono crisi gravi. Questa epidemia provoca una crescente diffidenza nei confronti della popolazione Rom, sospettata di esserne la causa.
La malattia si sta diffondendo anche in Spagna, con una minore diffusione, a partire da Alicante, sulla costa mediterranea.
Tuttavia, verso la fine del 1885 scoppiò un'epidemia più virulenta, che colpì 160.000 persone e causò circa 60.000 morti. Nel 1890 scoppiò un'altra epidemia, ma di minore entità.
Secondo The New York Times nel 1890, il colera avrebbe portato via circa 120 000 abitanti del paese. 
Le misure di quarantena imposte alle navi e agli immigrati, basate sulle scoperte del medico britannico John Snow, impedirono l'arrivo del colera in Gran Bretagna e negli Stati Uniti.
Tuttavia, la malattia raggiunse l'America Latina, dove si verificarono gravi epidemie nel 1886 (Argentina), nel 1887 (Cile) e nel 1888 (Argentina e Cile).

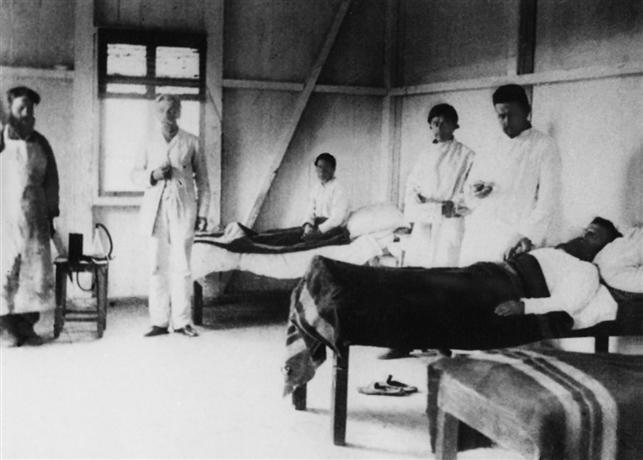
Malati di coléra a Baku, 1892.

La pandemia riprese nel 1891 nel Bengala, quando 60.000 pellegrini indù si radunarono in un piccolo villaggio per celebrare una cerimonia rituale di bagno, all'insaputa delle autorità.
Nel 1891 i pellegrini provocarono ulteriori epidemie di colera di massa nell'India settentrionale, provocando oltre 580.000 morti nell'Assam, nel Bengala e nell'Uttar Pradesh. 
Nel 1892 la malattia continuò a diffondersi verso ovest, colpendo il Punjab (75.000 morti), devastando l'Emirato dell'Afghanistan e uccidendo 60.000 persone in Persia.
Poi raggiunse l'Impero russo, con un tasso di morbosità allarmante, aggravato dalla carestia in corso.
L'introduzione del colera in Russia iniziò a Baku, una città portuale sul Mar Caspio.
La malattia si diffuse lungo il Volga, raggiungendo Mosca (Russia) e San Pietroburgo, dove la morbilità era relativamente bassa.
Il bilancio ufficiale delle vittime del 1892 fu di 300 321. L'epidemia diminuì durante l'inverno e nel 1893 si registrarono altri 42 250 decessi.
I trafficati porti di Amburgo in Germania e di New York, principali punti di ingresso e di uscita per l'emigrazione transatlantica tra Europa e Stati Uniti, furono colpiti da gravi epidemie di colera nel 1892.
New York, il porto più trafficato degli Stati Uniti, fu colpito nel 1892 da una combinazione di febbre tifoide e colera provenienti da Amburgo.
La fonte principale di queste epidemie erano gli ebrei ashkenaziti provenienti dall'Europa orientale, in particolare dalla Russia imperiale, che cercavano di sfuggire alle terribili condizioni della carestia russa del 1891-1892 e alle restrizioni antisemite (come l'espulsione degli ebrei da Mosca all'inizio del 1892) nelle loro terre d'origine.
Nel 1892 la malattia era presente anche in Francia.
La Germania e la Francia furono nuovamente infettate nel 1893-1894, ma le epidemie non raggiunsero livelli critici.
L'America Latina conobbe nuovamente diverse ondate negli anni Novanta del XIX secolo. Il Brasile fu colpito dal colera nel 1893-1895, principalmente lungo le ferrovie della valle del Paraíba, attraverso navi che trasportavano immigrati dall'Europa.
L'Argentina fu colpita nel 1894-1895, e l'Uruguay nel 1895. 
La pandemia raggiunse anche il continente africano, con epidemie nel 1893 (Tripolitania, Tunisia, Algeria, Marocco e Africa occidentale francese), nel 1894 (Sudan, Tripolitania, e Africa occidentale francese), en 1895 (Marocco ed Egitto), e nel 1896 (Egitto).
Negli anni successivi non si verificarono altre epidemie di colera, ma nel 1899 la malattia ricomparve in molte zone, dando origine alla sesta pandemia di colera.

### Epidemia in Egitto del 1883

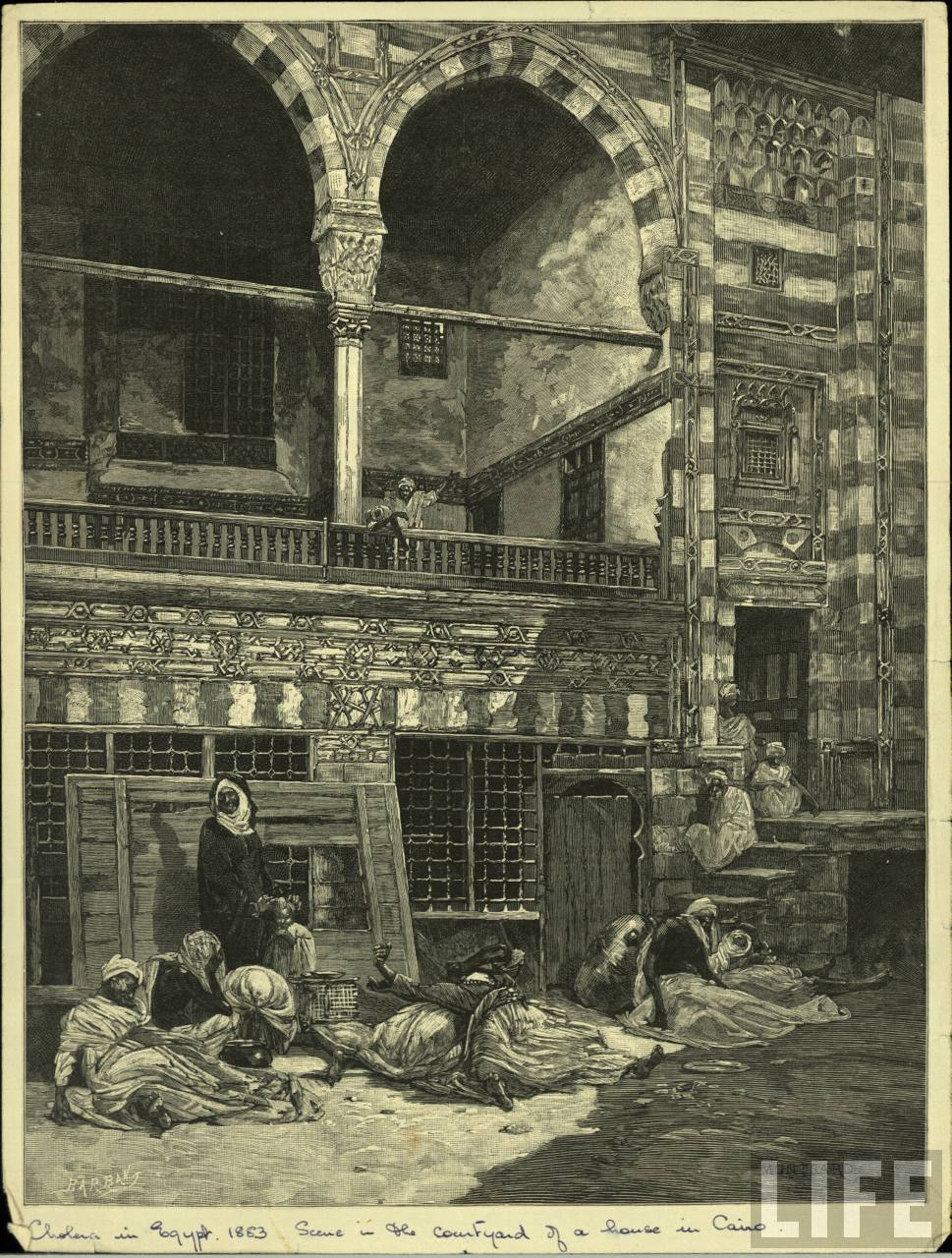
Malati di coléra in una strada del Cairo, 1883.

Alla fine di giugno del 1883, i primi casi di colera furono segnalati nell'Egitto (occupato recentemente dall'Impero britannico), nella città portuale di Damietta, sulla costa del Mediterraneo.
La malattia si diffonde rapidamente nel Delta del Nilo e in tutto il paese durante l'estate e l'autunno, nonostante i rigidi e severi cordoni sanitari. 
Secondo alcune stime, nel giro di pochi mesi morirono dalle 50 000 alle 60 000 persone.
Le fonti di contaminazione erano molto probabilmente i pellegrini musulmani di ritorno dalla Mecca e le truppe indiane in servizio nell'esercito britannico.
Nel 1883 batteriologi francesi e tedeschi furono inviati ad Alessandria per studiare la malattia e determinarne la causa.
L'approccio dell'amministrazione britannica nei confronti dell'Egitto fu motivato principalmente dal timore che il commercio dai porti indiani alla Gran Bretagna sarebbe stato messo in quarantena, nonché da preoccupazioni economiche relative alla spesa sanitaria pubblica.
La rapida diffusione della malattia e la percepita incompetenza della popolazione furono usate per giustificare il controllo britannico sull'Egitto, nonostante il sistema sanitario nazionale egiziano precoloniale fosse apprezzato dagli osservatori europei.
Tuttavia, le misure sanitarie imposte dall'amministrazione britannica, che favorivano gli azionisti britannici nelle società egiziane e indiane nonché nelle compagnie di navigazione, contribuirono all'inefficacia delle misure adottate per combattere l'epidemia del 1883.
Il controllo dell'epidemia fu complicato anche dai pregiudizi europei influenzati dall'Orientalismo, che screditarono la comprensione degli "Orientali" in materia di salute, scienza e igiene.

### Epidemia ad Amburgo del 1892

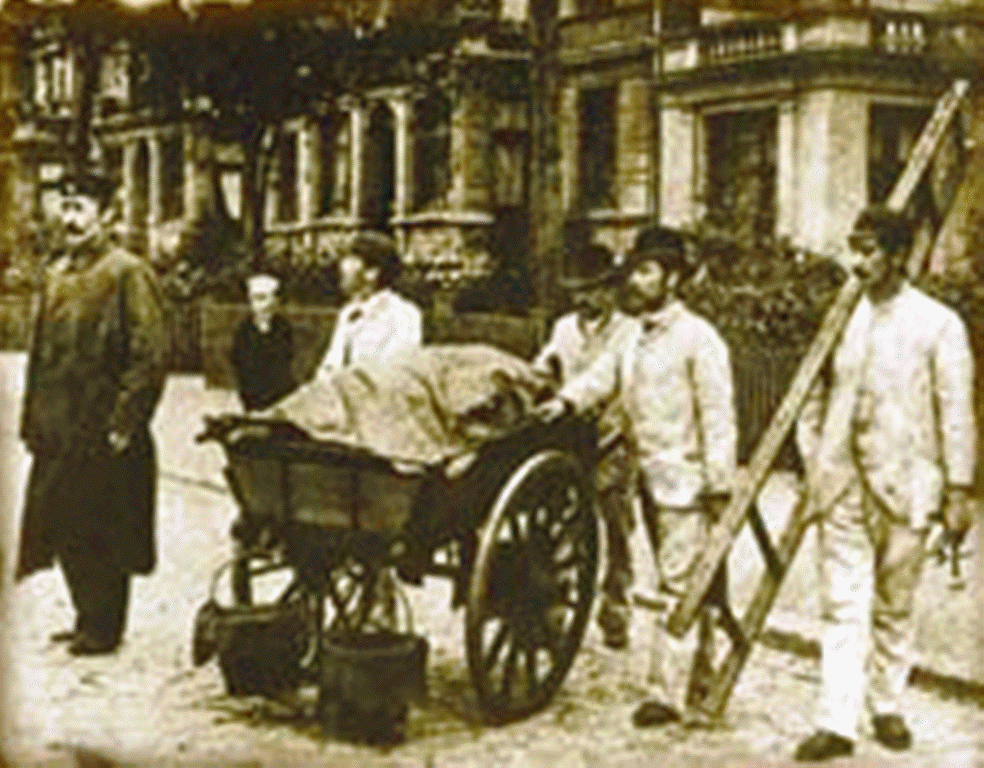
Équipe di disinfestazione ad Amburgo, 1892.

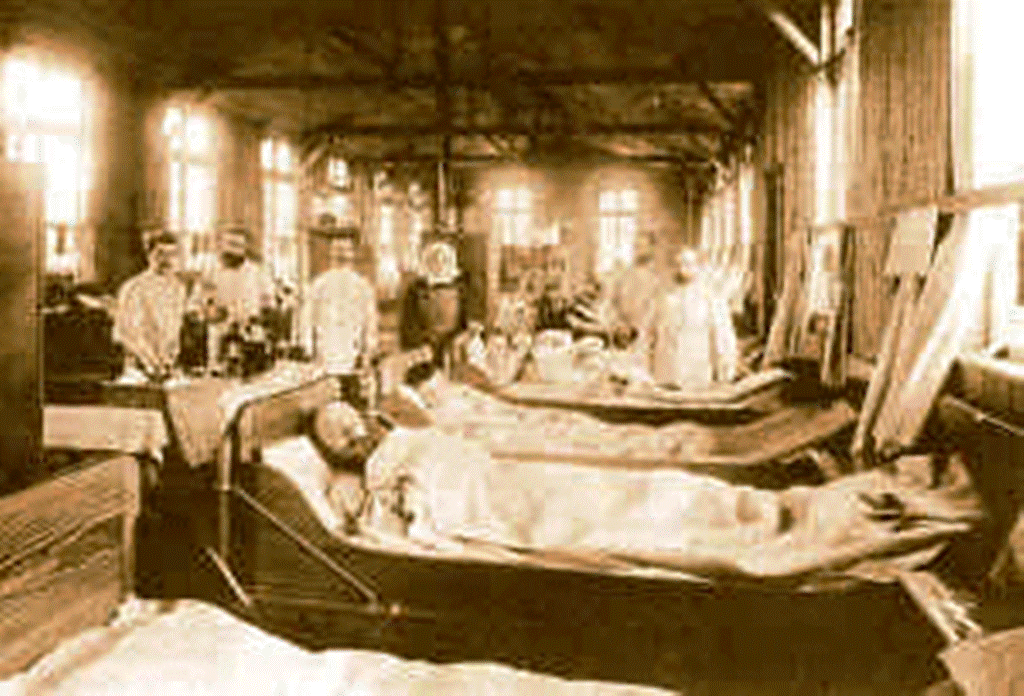
Ospedale di Amburgo durante l'epidemia di colera del 1892.

Da metà agosto a metà settembre del 1892, la città di Amburgo, in Germania, fu colpita da un'epidemia di colera che ebbe origine principalmente tra gli ebrei dell'Europa orientale. Queste popolazioni fuggivano principalmente dall'Impero russo, a causa della carestia, del colera e delle restrizioni antisemite.
Prima dell'imbarco, gli emigranti venivano alloggiati in apposite baracche, costruite nel porto e finanziate congiuntamente dalla città e dalla compagnia di navigazione Hamburg America Line. Le condizioni erano spesso inadeguate e le latrine comunali scaricavano i loro escrementi non trattati direttamente nell'Elba.
L’épidémia provocò la morte di 8 594 personne. Altre fonti stimano il numero a circa 10 000 vittime.
Nessun'altra città dell'Europa occidentale fu colpita così gravemente durante questa ondata di pandemia, con una media di 140 morti al giorno.
Nonostante all'epoca la questione fosse molto contestata, la contaminazione delle riserve idriche della città fu la causa principale della rapida diffusione del colera. Tra i contagiati, il tasso di mortalità era intorno al 50%.
Secondo le statistiche ufficiali, il tasso di mortalità della popolazione totale di Amburgo, stimata intorno alle 66.000 persone, fu del 13,4%, ma avrebbe potuto essere anche più alto.
Nel 1893 scoppiarono violente rivolte contro gli operatori sanitari che cercavano di far rispettare le norme sanitarie. La folla picchiò a morte un operatore sanitario e uno degli agenti di polizia inviati per proteggerli.
Furono chiamate le truppe che dispersero la folla con la baionetta.
Lo scrittore americano Mark Twain visitò Amburgo durante l'epidemia. In un testo del 1891-1892 sottolineò la mancanza di informazioni sui giornali locali riguardanti l'epidemia, in particolare per quanto concerne il numero dei morti.
Twain criticò il fatto che gli individui poveri venissero trasferiti con la forza negli infermerie, dove molti morirono senza essere identificati e furono sepolti senza cerimonie. Affermava che le persone venivano "prelevate dalle loro case e messe nelle infermerie", dove "molti di loro... muoiono nell'anonimato e vengono sepolti in quel modo".
Ha espresso il suo disagio per la mancanza di consapevolezza, riguardo al colera, a livello mondiale, e in particolare negli Stati Uniti.

## Progressi scientifici

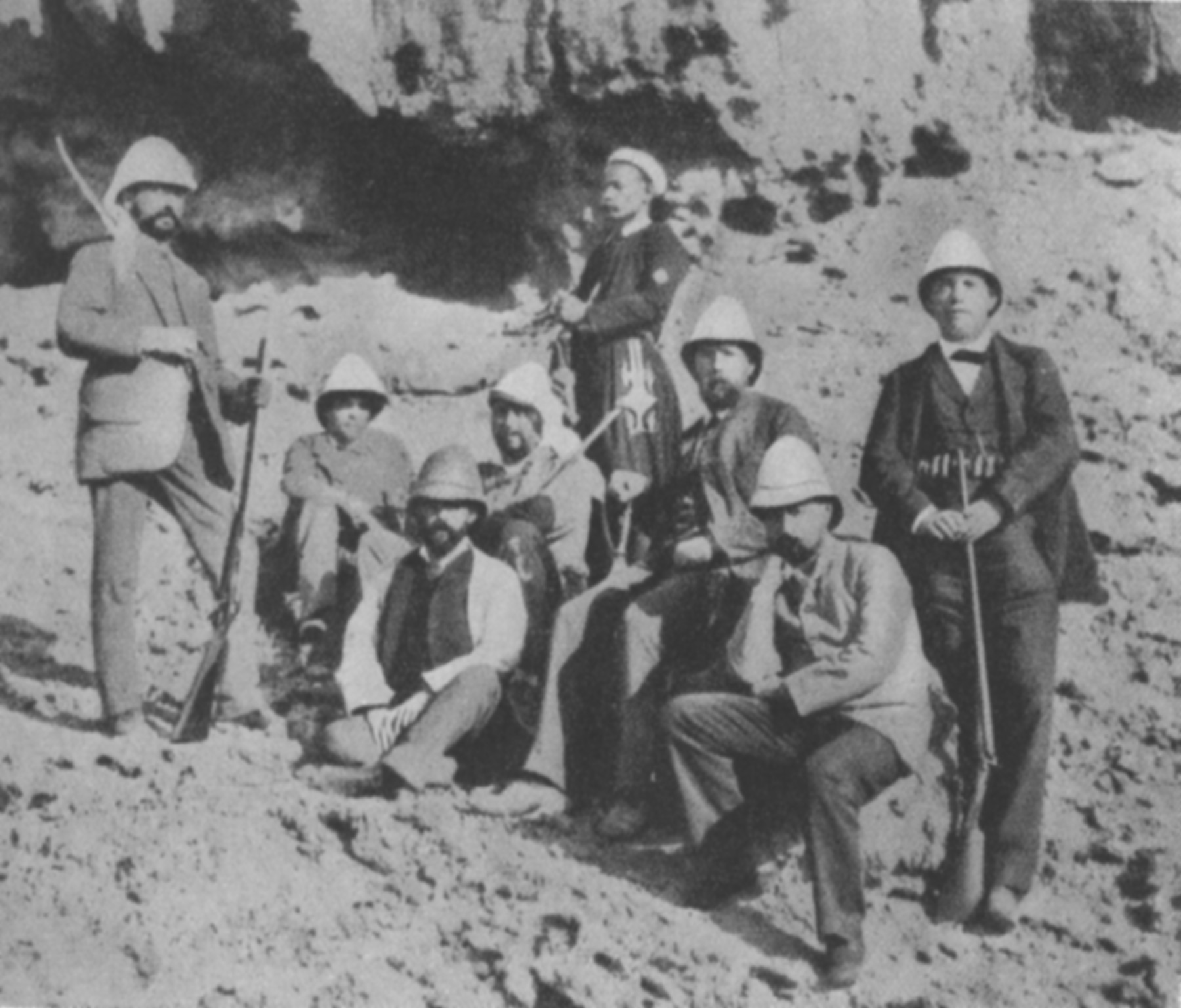
Fotografia di Koch (terzo da destra) con altri componenti della Commissione tedesca per il colera, in Egitto, 1884.

Nel 1883, batteriologi francesi e tedeschi furono inviati ad Alessandria in Egitto per studiare l'epidemia di colera e determinarne le cause.
Nell'agosto dello stesso anno, il governo tedesco inviò un team medico guidato da Robert Koch.
Mentre l'epidemia si attenua in Egitto, si sta diffondendo a Calcutta, in India, dove la situazione è ancora più critica.
Scoprì rapidamente che il Gange era la fonte del colera. Eseguì autopsie su circa 100 corpi e ogni volta riscontrò un'infezione batterica.
Identifica gli stessi batteri nelle riserve idriche, stabilendo così un collegamento diretto con la fonte dell'infezione.
Koch isolò il Vibrio cholerae e propose dei postulatt per spiegare come i batteri siano la causa della malattia. I suoi lavori contribuirono a stabilire la  teoria microbica.
Tuttavia, non tutti condividono le conclusioni di Koch.
Il 20 maggio 1885, in seguito alla ricomparsa del colera, il governo italiano convocò a Roma la sesta Conferenza sanitaria internazionale.
Alla conferenza, alla quale erano presenti 28 delegazioni governative, la delegazione britannica riuscì a bloccare qualsiasi "discussione teorica sull'eziologia del colera", nonostante la presenza di Koch tra i delegati tedeschi.
A causa dei fallimenti nella lotta contro la malattia, la conferenza ribadisce l'inutilità di un cordone sanitario nella lotta contro il colera.
Prima di questo periodo, era diffusa tra i medici la convinzione che le malattie fossero causate dall'esposizione diretta alle impurità e alla decomposizione.
Koch dimostrò che la malattia era contagiosa in forma più specifica ed era trasmessa attraverso il contatto con le feci di una persona infetta, in particolare attraverso l'acqua contaminataEvans, p. 267.
Le scoperte di Koch diedero avvio a ricerche approfondite sul trattamento delle acque e delle acque reflue.
La teoria microbica introdusse nuovi metodi di protezione contro le malattie, come l'uso di disinfettanti chimici e del calore per uccidere i bacilli (ad esempio, facendo bollire l'acqua).
Vennero sviluppati anche metodi migliori per curare i pazienti e per prevenire la diffusione.

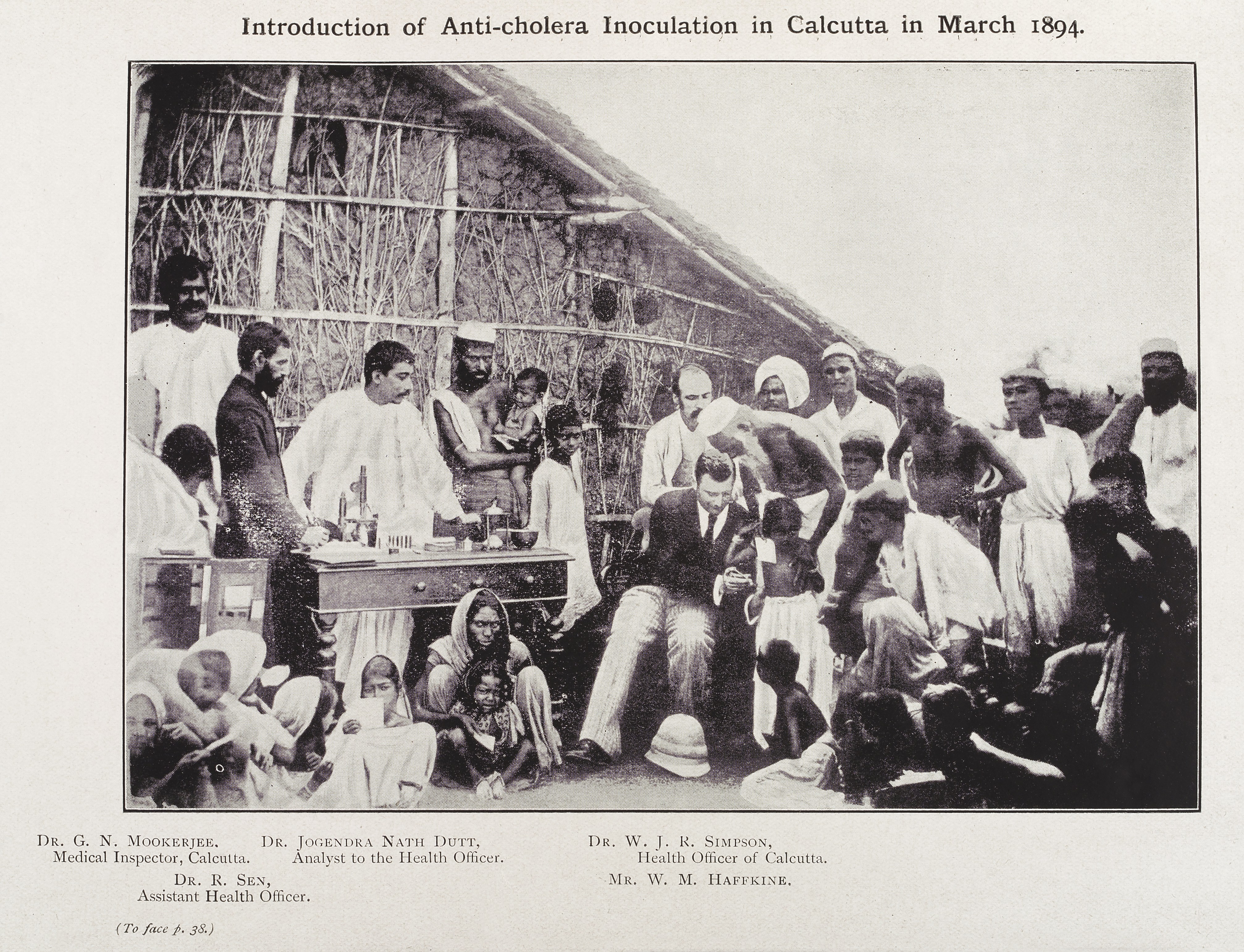
Haffkine durante una vaccinazione contro il colera a Calcutta, marzo 1894.

Waldemar Haffkine, batteriologo franco-russo, concentrò la sua ricerca sullo sviluppo di un vaccino contro il colera e produsse una forma attenuata del batterio.
Mettendo a rischio la propria vita, Haffkine eseguì su sé stesso il primo test umano il 18 luglio 1892.
Per testare definitivamente il vaccino, aveva bisogno di una zona in cui il colera fosse diffuso, in cui condurre sperimentazioni umane su larga scala; così, nel 1894, si trasferì in India.
Dopo i risultati promettenti ottenuti a Calcutta, i proprietari delle piantagioni di tè dell'Assam gli chiesero di vaccinare i loro lavoratori.